# Гіндко
Гіндко (англ. Hindko, гіндко ہندکو [hindkō], урду ہندکو; інші назви: гіндко (англ. Hindku), гінк (англ. Hinko)) — група ідіом західнопенджабських мов, поширених у північно-західних районах Пакистану. Шоста за значенням серед мов Пакистану. Відноситься до індоарійських мов. Гіндко є взаємно зрозуміла з пенджабі та сірайкі, і має більше спільного з останньою, ніж з першою. Відмінності від інших західнопенджабських мов більш виражені у морфології та фонології, ніж в синтаксисі. 
Кількість мовців гіндко, у 1981 році, була більше ніж 2,5 мільйона осіб.

## Поширення
Згідно з Коліном Масіком, термін гіндко позначає все індоарійське населення округів Газара та Атток на відміну від пуштунів. При цьому термін позначає і носіїв деяких північних діалектів сірайкі. 
Гіндко розмовляють гіндковани у Пакистані та Північній Індії, деякі пуштунські племена в Пакистані та народ гіндко в Афганістані. На гіндко розмовляють у провінції Хейбер-Пахтунхва (включаючи регіон Газара), Пенджабі (включаючи Атток) та пакистанській частині Кашміру.
Загальної назви для носіїв гіндко не існує, через те, що вони належать до різних етнічних груп, і схильні ідентифікувати себе як члени з будь-якої касти або роду. Однак члени найбільшої групи гіндко в округах Гаріпур, Абботтабад, Маншегра, Баттаґрам та Когістан іноді збирально називаються газараваламі за назвою області Газара, що включала ці округи. У Пешаварі пуштуни називають їх Пешаварі або кгарай (тобто містяни).

## Діалекти

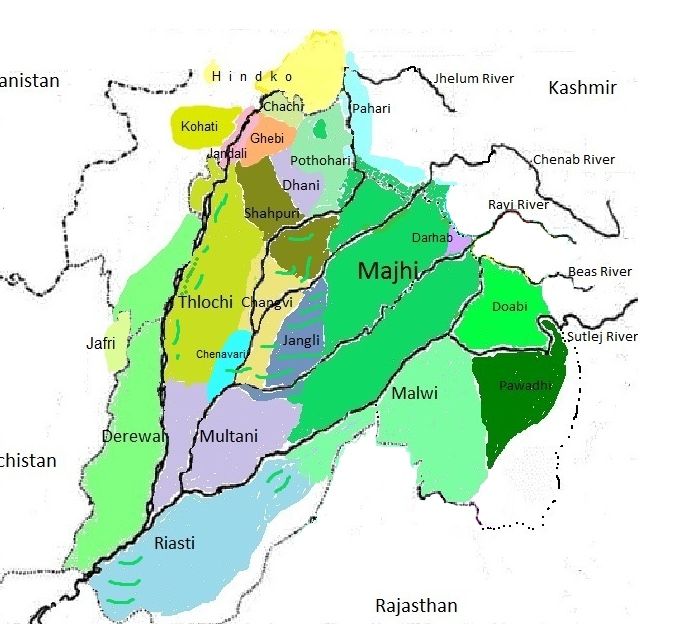
Діалекти гіндко на мапі західнопенджабських мов

Діалектний континуум гіндко поділяється Ethnologue на дві групи: північний гіндко (ISO 639-3: hno) для діалекту газара та південний гіндко (ISO 639-3: hnd) для інших. Лінгвістично північний гіндко можна схарактеризувати як проміжні між панджабі та сіракі.
Північний гіндко також відомий як газара-гіндко або каґгані.
До південного гіндко належить: пешаварі — міське різноманіття мов у місті Пешавар , діалект який пропагується як стандартизована літературна мова. Пешаварі має широку діалектну базу, зазнав істотного впливу урду та панджабі. Близькі між собою діалекти — аванкарі, ґгебі, когат, чачгі.